# Jordgubbar och choklad
Jordgubbar och choklad är en kubansk/mexikansk/spansk film från 1994.

## Handling
Diego, en ung homosexuell man, blir kär i en heterosexuell kommunist.

## Om filmen
Filmen hade premiär på Filmfestivalen i Karlovy Vary i juli 1994. Den visades på Stockholms filmfestival i november samma år. Svensk biopremiär den 17 februari 1995, filmen är tillåten från 11 år.

## Rollista
- Jorge Perugorría - Diego
- Vladimir Cruz - David
- Mirta Ibarra - Nancy
- Francisco Gattorno - Miguel
- Joel Angelino - Tysk
- Marilyn Solaya - Vivian
- Andrés Cortina - Präst
- Antonio Carmona - Pojkvän
- Ricardo Ávila - Taxichaufför
- María Elena del Toro - Passagerare
- Zolanda Oña - Passagerare
- Diana Iris del Puerto - Granne

## Utmärkelser
Filmen var Oscarsnominerad vid Oscarsgalan 1995 i kategorin bästa utländska film.
- 1993 - Filmfestivalen i Havanna - ARCI-NOVA Award: Tomás Gutiérrez Alea och Juan Carlos Tabío
- 1993 - Filmfestivalen i Havanna - Publikens pris: Tomás Gutiérrez Alea och Juan Carlos Tabío
- 1993 - Filmfestivalen i Havanna - Bästa skådespelare: Jorge Perugorría
- 1993 - Filmfestivalen i Havanna - Bästa skådespelerska: Luisina Brando
- 1993 - Filmfestivalen i Havanna - Bästa regi: Tomás Gutiérrez Alea och Juan Carlos Tabío
- 1993 - Filmfestivalen i Havanna - Bästa kvinnliga biroll: Mirta Ibarra
- 1993 - Filmfestivalen i Havanna - FIPRESCI Prize: Tomás Gutiérrez Alea och Juan Carlos Tabío
- 1993 - Filmfestivalen i Havanna - Grand Coral - First Prize: Tomás Gutiérrez Alea och Juan Carlos Tabío
- 1993 - Filmfestivalen i Havanna - OCIC Award: Tomás Gutiérrez Alea och Juan Carlos Tabío
- 1994 - Filmfestivalen i Berlin - Silverbjörnen, juryns specialpris: Tomás Gutiérrez Alea och Juan Carlos Tabío
- 1994 - Filmfestivalen i Berlin - Teddy, bästa film: Tomás Gutiérrez Alea och Juan Carlos Tabío
- 1994 - Filmfestivalen i Gramado - Publikens pris: Tomás Gutiérrez Alea och Juan Carlos Tabío
- 1994 - Filmfestivalen i Gramado - Golden Kikito, Bästa skådespelare Vladimir Cruz och Jorge Perugorría
- 1994 - Filmfestivalen i Gramado - Golden Kikito, Bästa latinspråkiga film
- 1994 - Filmfestivalen i Gramado - Golden Kikito, Bästa kvinnliga biroll: Mirta Ibarra
- 1994 - Filmfestivalen i Gramado - Kikito Critics Prize: Tomás Gutiérrez Alea och Juan Carlos Tabío
- 1995 - Goya - Bästa spanskspråkiga utländska film
- 1995 - Sundance Film Festival - Juryns specialpris, specialomnämnande: Tomás Gutiérrez Alea